# Razzjimaja kulaki
Razzjimaja kulaki (russisk: Разжимая кулаки) er en russisk spillefilm fra 2021 af Kira Kovalenko.

## Medvirkende
- Milana Aguzarova som Ada
- Alik Karajev
- Soslan Khugajev som Akim